# Bernard Schalscha
Bernard Schalscha, né le 21 janvier 1949, a été journaliste et reste un militant politique, associatif et humanitaire français, cofondateur des Comités d'action lycéen et un des leaders lycéens de Mai 68 en France puis de l'Alliance marxiste révolutionnaire, avant de devenir secrétaire général du Collectif Urgence Darfour.

## Biographie
Avec Maurice Najman, fondateur des Comité d'action lycéen, Bernard Schalscha, d'origine juive, effectue sa scolarité à Paris au lycée Jacques-Decour. Les autres cofondateurs sont Maurice Ronai, Marc Coutty, Antoine Valabregue, et Patrick Fillioud. Il a ensuite été engagé dans les rangs du trotskisme, plus particulièrement dans le courant dit « pabliste » dont il a deviendra l’un des dirigeants. 
Plusieurs de ces lycéens vont adhérer à l'Alliance marxiste révolutionnaire, fondée en 1969, qui va s'implanter en province, principalement à Lyon. Avant d'avoir créé au lycée Jacques Decour le premier Comités d'action lycéen, ces jeunes militants avaient fondé les Comités Vietnam lycéens, reliés au CVN. Bernard Schalscha est envoyé à Lyon par l'AMR pour recruter, à l'automne 1969, aussi bien en milieu lycéen et étudiant que dans le secteur ouvrier. L'AMR se dote d'une revue, L'Internationale en 1970.
Lors de la fusion de l'Alliance avec le Parti socialiste unifié en 1974, il fait partie, tout comme Maurice Najman (cofondateur des Comités d'action lycéens pendant Mai 68), Gilbert Marquis et Michel Fiant. Les 250 membres de l'AMR entrent alors au PSU, des militants qui obtiennent des postes de responsabilité à la direction nationale du PSU.
Bernard Schalscha devient ensuite journaliste, ex-correspondant à Lyon pour divers titres de la presse nationale et en particulier pour Libération et l'émission Droit de réponse, de Michel Polac. Il est aussi conseiller en communication dans un grand cabinet, guide pour touristes français en Europe centrale, et traducteur d'ouvrages. Il fut pendant quarante ans l’ami du Lyonnais Rachid Taha, et l’un des premiers à écrire sur le chanteur et son groupe, Carte de séjour.
Bernard Schalscha ensuite s'engage contre l'oubli des génocides passés et « ceux qui risquent de survenir. » Par ce biais, il devient l'ami de Bernard-Henri Lévy, puis en quelque sorte son représentant local à Lyon. Il est membre du comité de rédaction de la revue La Règle du jeu, fondée par ce dernier, où il écrit notamment sur les questions liées aux droits humains. La Règle du jeu lui avait à l’origine offert la possibilité de s’exprimer sur le Darfour et la Syrie, sujets qui lui tiennent à cœur.
Secrétaire général de l'association France Syrie Démocratie, il fait aussi partie du groupe qui s'est intéressé au sort des musulmans du Darfour puis est élu secrétaire général du Collectif Urgence Darfour. Après plusieurs mois de collecte des informations venant de Syrie, révélant la sauvagerie de la répression à Homs, Hama et Qousseir, il introduit un des réfugiés syriens en France auprès de Bernard-Henri Lévy en 2011 et amène ce dernier à s'engager sur la question syrienne.